# Veränderliche Krabbenspinne
Die Veränderliche Krabbenspinne (Misumena vatia) ist eine Spinnenart aus der Familie der Krabbenspinnen (Thomisidae). Die Art ist in Mitteleuropa weit verbreitet. Die Veränderliche Krabbenspinne wurde zur Spinne des Jahres 2006 gewählt.

## Merkmale

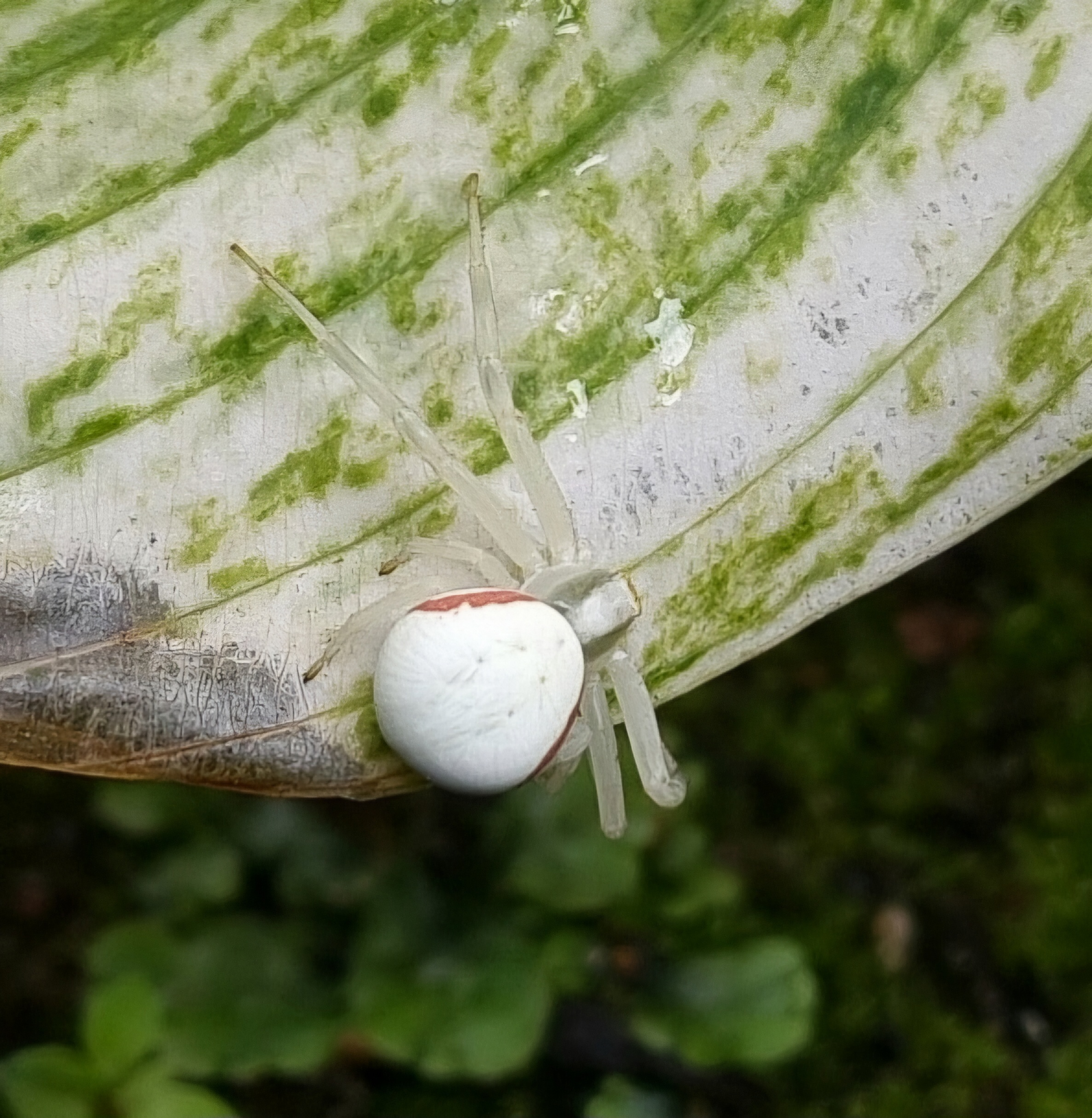
Weibchen mit 5 kleinen punktförmigen Vertiefungen auf der Oberseite

Die Art zeigt einen starken Geschlechtsdimorphismus bezüglich Größe und Färbung. Männchen erreichen nur eine Körperlänge von 4 mm, während die Weibchen bis zu 10 mm lang sind. Das Männchen hat einen schwärzlichen Vorderkörper (Prosoma); der Hinterkörper (Opisthosoma) ist weiß bis gelblich gefärbt und zeigt zwei dunkle Längsstreifen. Die beiden vorderen Beinpaare sind breit schwarz und braun geringelt, die beiden hinteren Beinpaare zeigen die Grundfarbe des Opisthosomas.
Bei den Weibchen variiert die Färbung des gesamten Körpers zwischen leuchtend gelb, gelbgrün und weiß. Sie können zur Tarnung ihre Körperfarbe aktiv wechseln. Die Seiten des Hinterkörpers tragen häufig je einen rotbraunen Längsstreifen.
- Weibchen greift kleine Wespe an

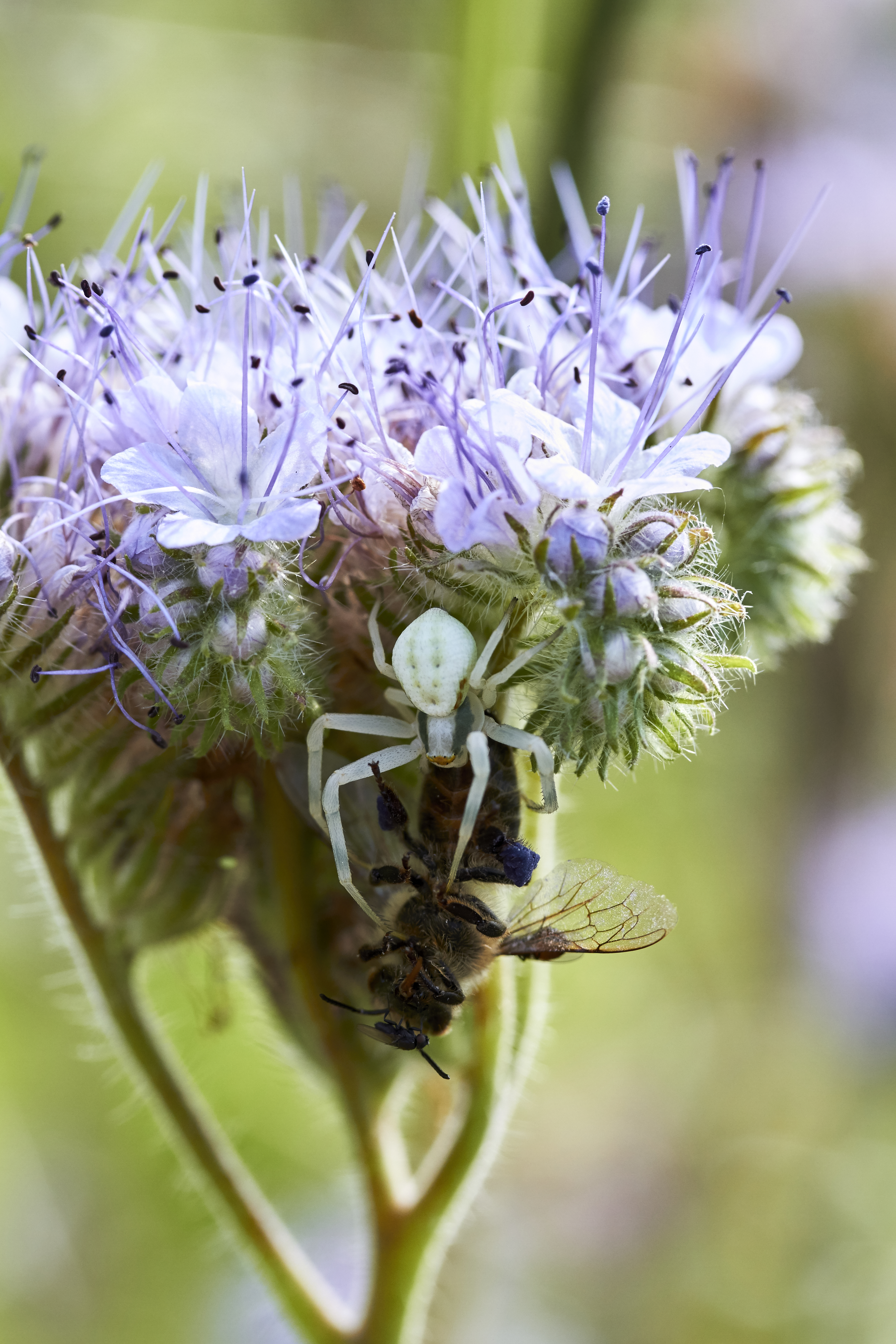
Veränderliche Krabbenspinne mit Honigbiene als Beute
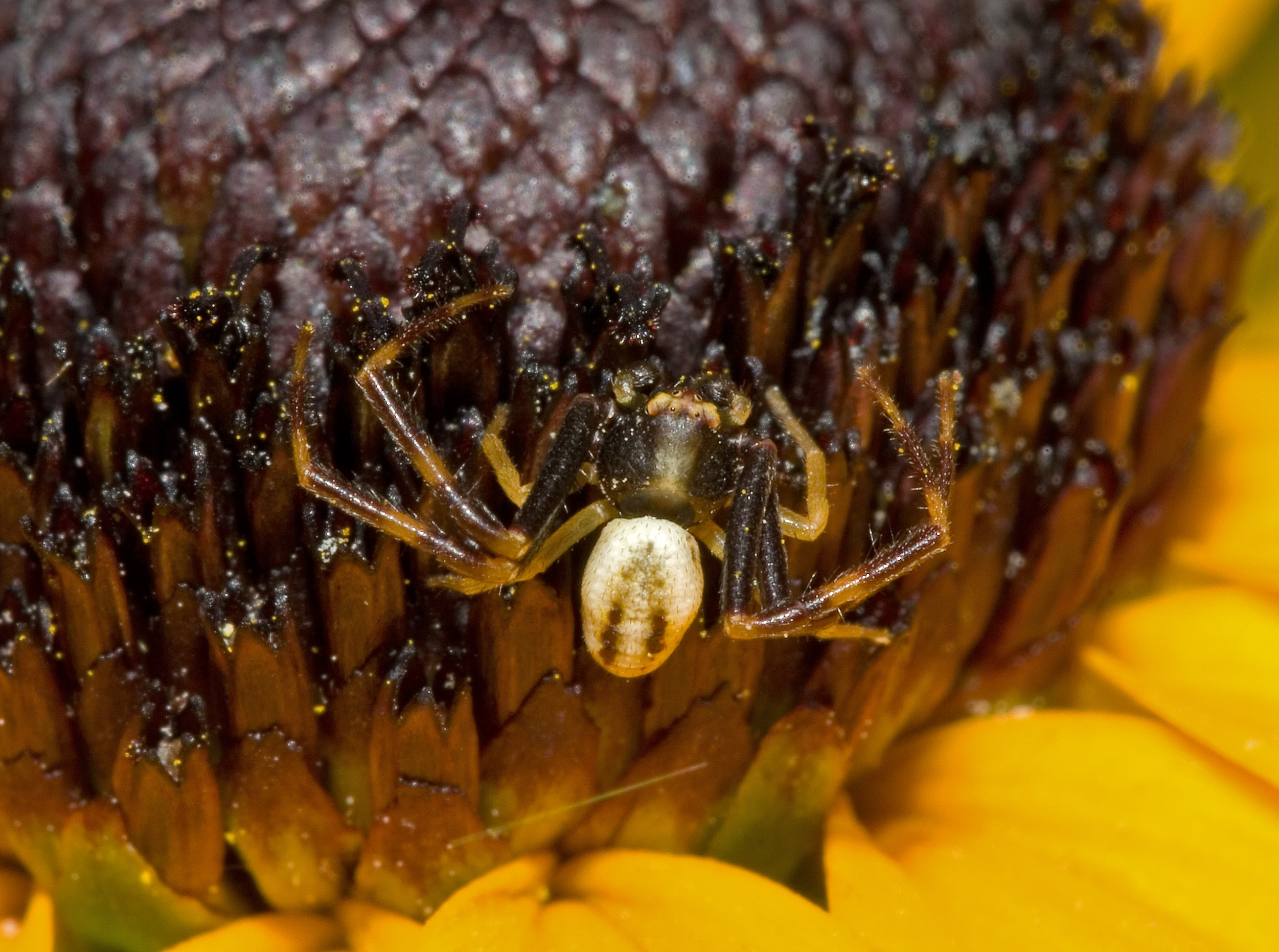
Männchen
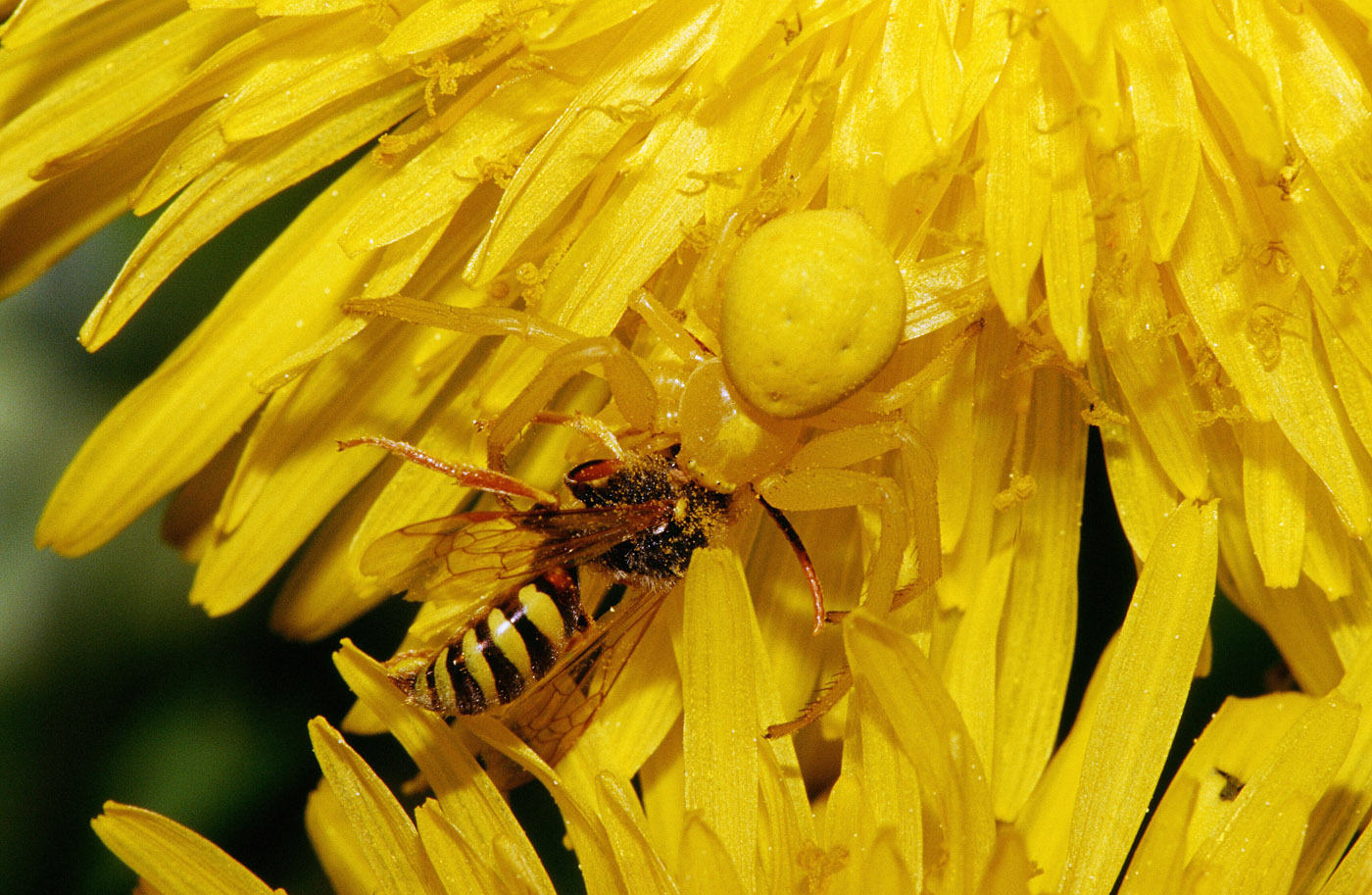
Weibchen mit Beute
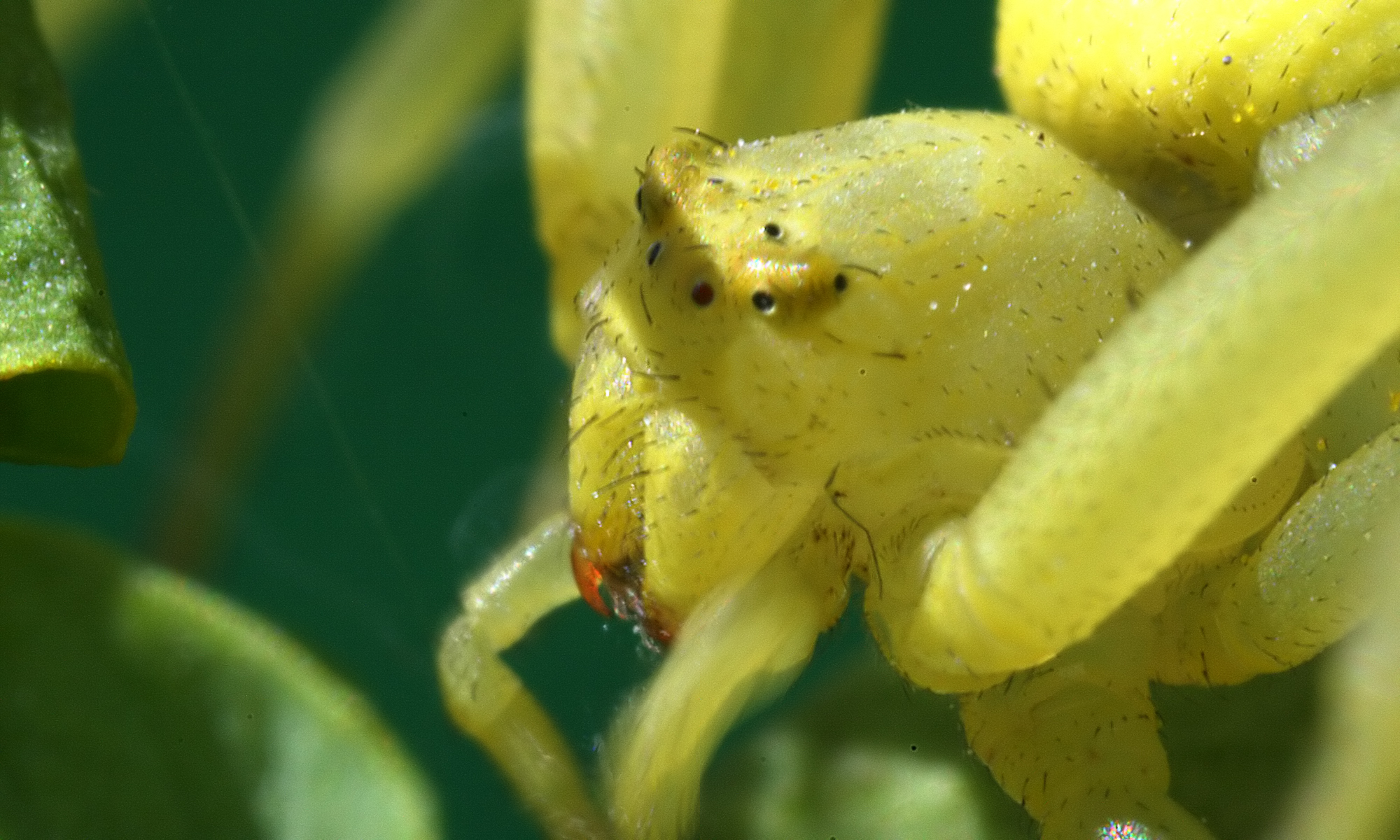
Vorderkörper eines Weibchens
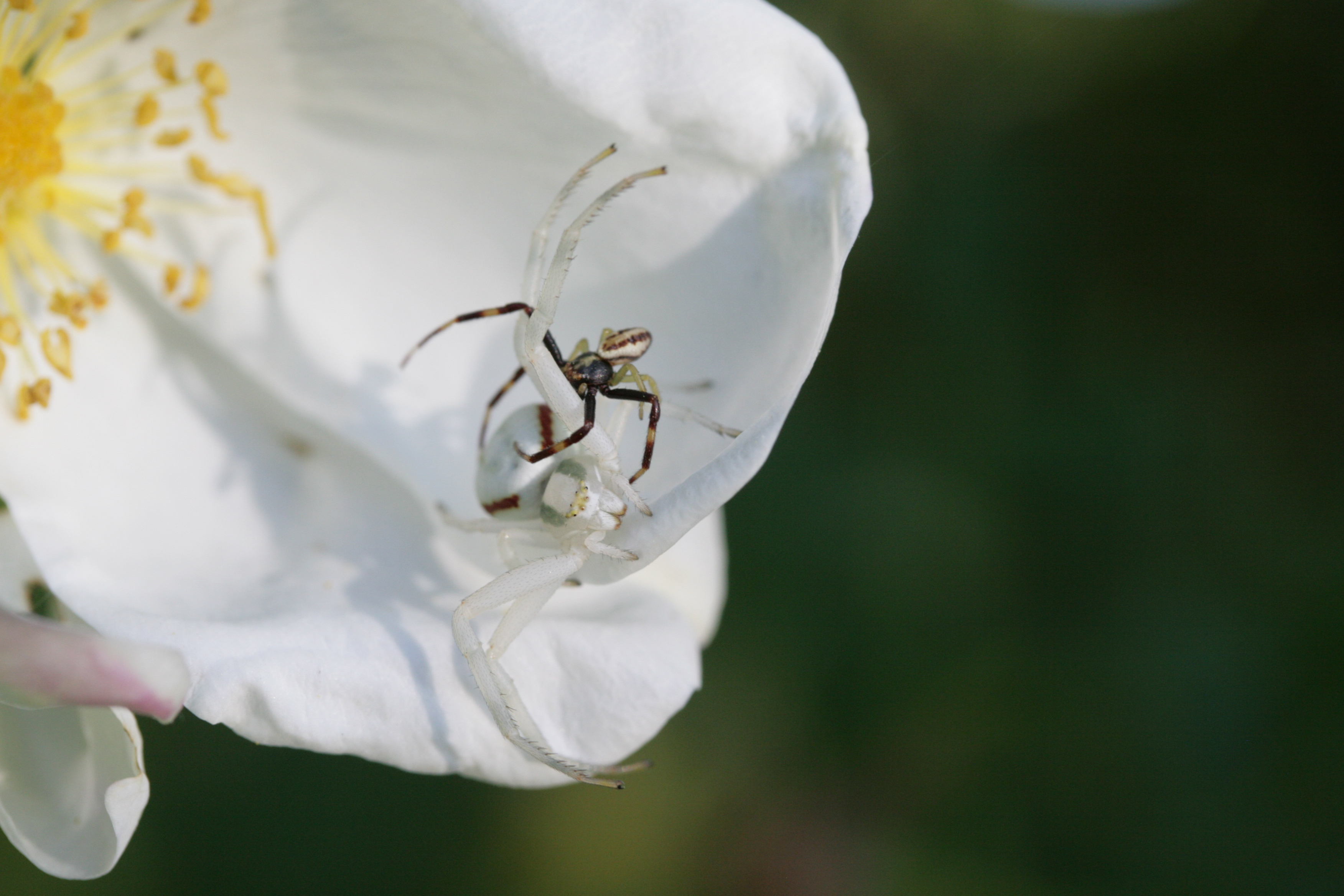
Ein Pärchen bei der Paarung in einer Rosenblüte
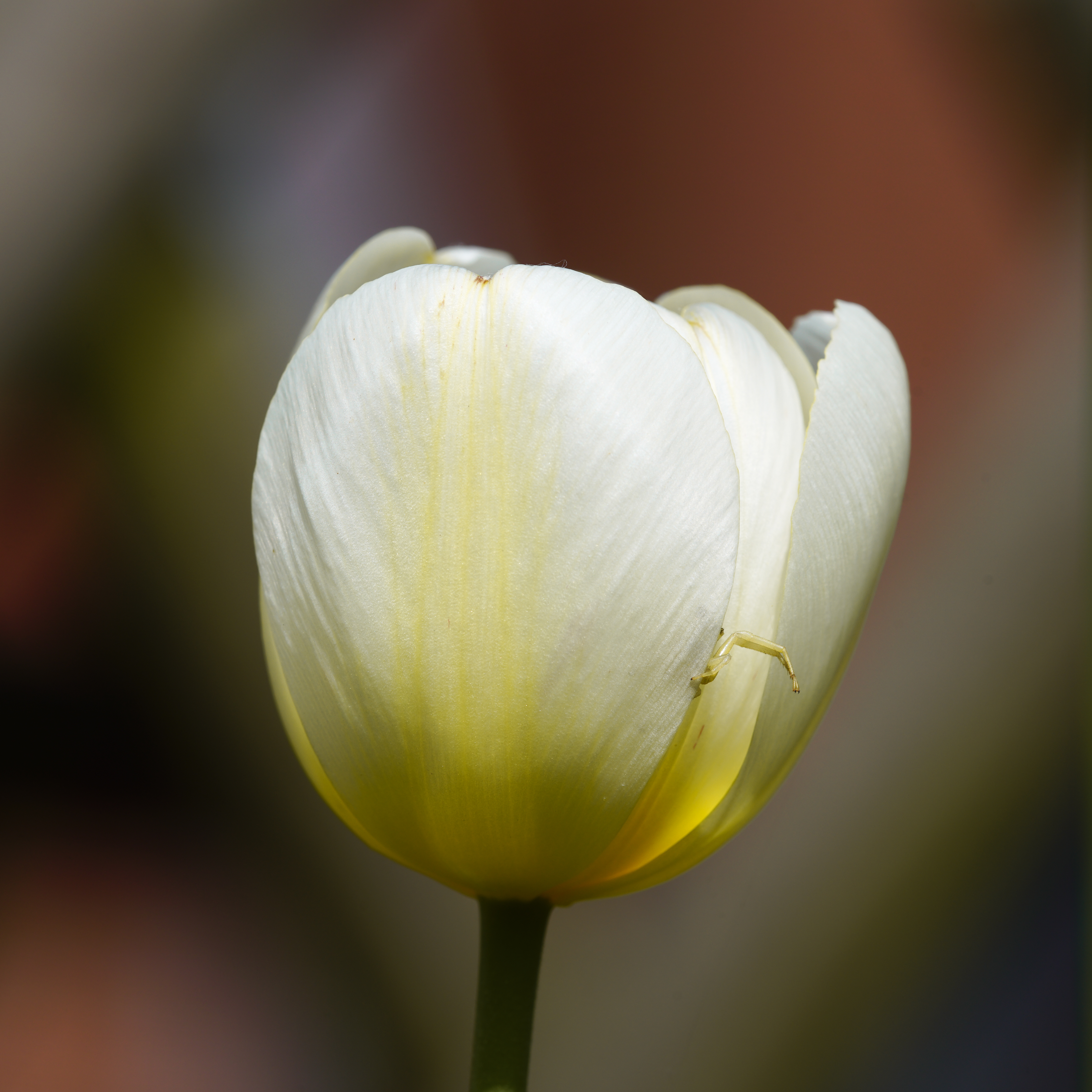
Weibchen auf der Lauer in einer farblich passenden Tulpe
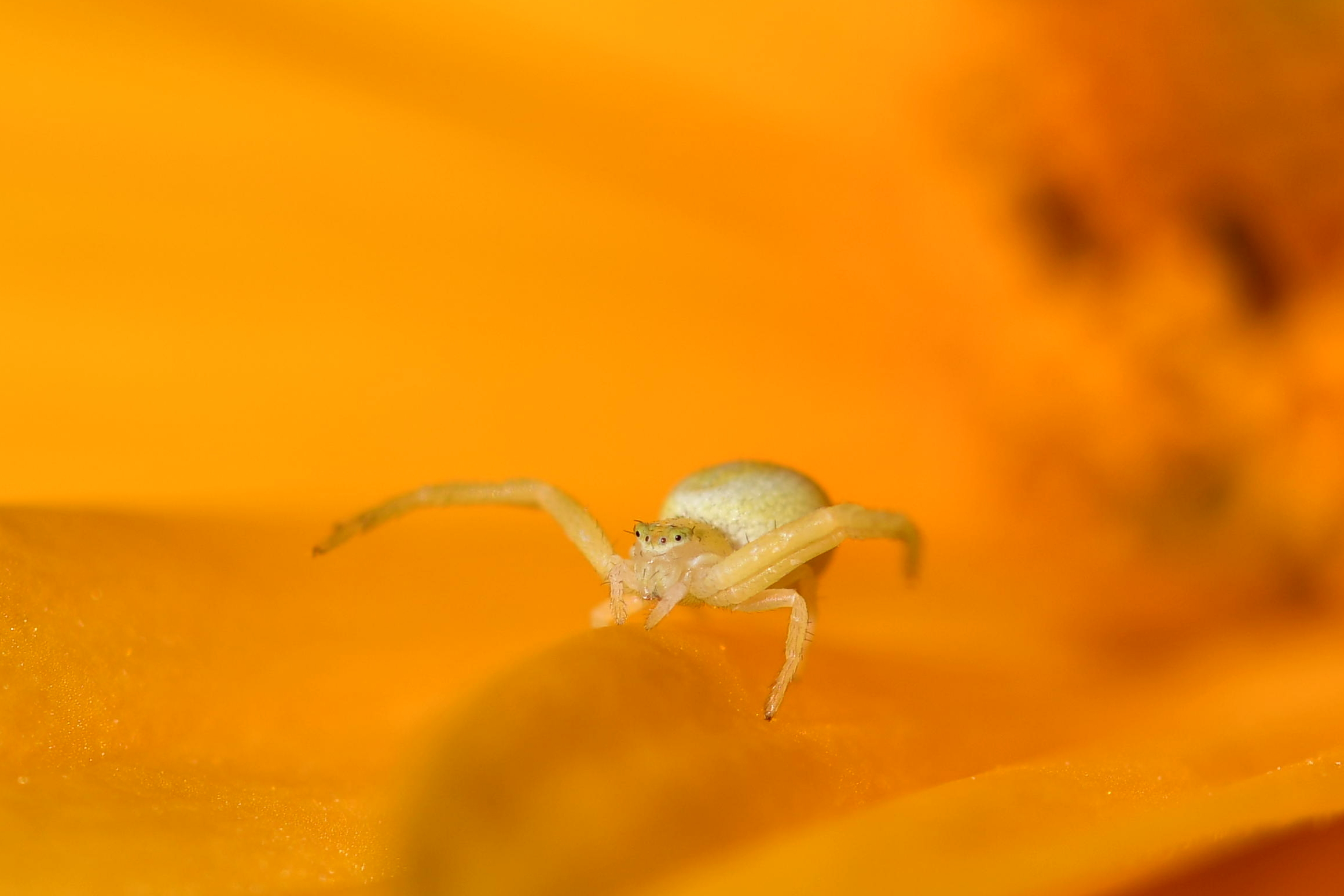
Jungtier

## Verbreitung und Lebensraum
Die Art besiedelt die arktischen bis subtropischen Zonen der Holarktis von Irland und Portugal bis Japan sowie Amerika von Alaska bis zur Südgrenze der USA. Sie kommt mit Ausnahme Islands in ganz Europa vor. Die bisherigen Funde für Deutschland deuten eine annähernd flächendeckende Verbreitung im südlichen und mittleren Teil des Landes an, während die Art nördlich der Mittelgebirge deutlich seltener gefunden wird.
Die Art bewohnt blütenreiche Lebensräume des Grünlandes. Adulte Tiere können von Mai bis Juli angetroffen werden.

## Ernährung

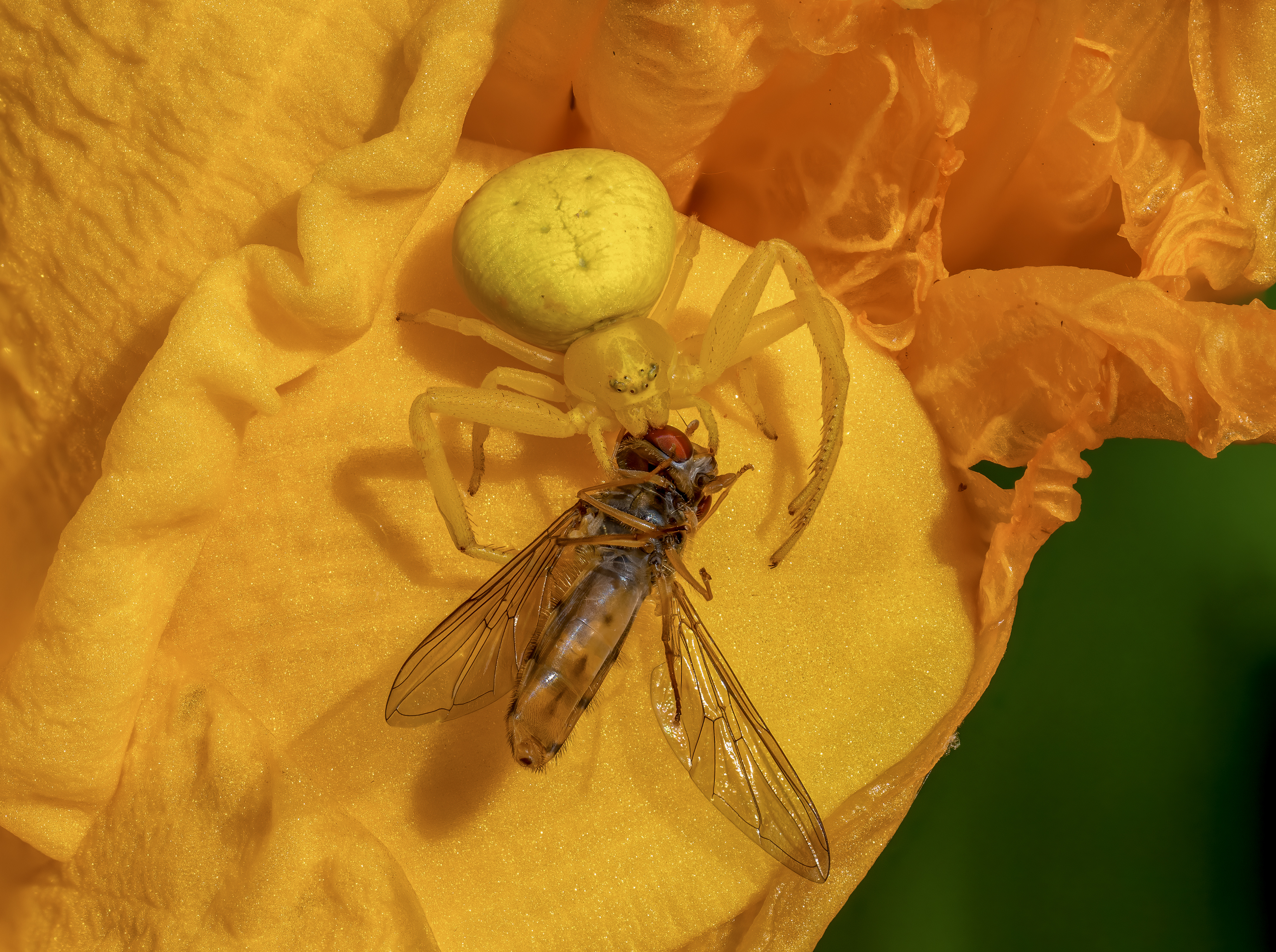
Perfekt getarnt hat diese Krabbenspinne eine Schwebfliege erbeutet

Zum Beutefang hält sich die Veränderliche Krabbenspinne auf Blüten auf, wobei Korbblütler und Doldenblütler bevorzugt werden. Weibchen sind in der Lage, ihre Körperfarbe an die Blütenfarben gelb und weiß reversibel anzupassen. Der deutsche Trivialname verweist auf diese Fähigkeit zur Farbanpassung. Der Farbwechsel wird dabei über den Gesichtssinn gesteuert. Bei einer Gelbfärbung wird ein flüssiger, gelber Farbstoff in die Epidermiszellen eingelagert, während die Weißfärbung auf die Verlagerung des Pigments ins Körperinnere zurückzuführen ist. Der gelbe Farbstoff kann bei einem längeren Aufenthalt auf weißen Blüten auch teilweise mit dem Kot ausgeschieden werden. Die farbliche Anpassung hilft bei der Jagd, schützt aber auch vor Fressfeinden (insektenfressende Vögel).
Die Beute von Misumena vatia besteht aus blütenbesuchenden Insekten aller Art wie z. B. Schwebfliegen, Bienen, Wespen, Schmetterlingen oder kleineren Käfern. Die Beutetiere sind oft um ein Mehrfaches größer als die Spinne. Die Spinne ergreift ihre Beute blitzschnell mit den beiden kräftigen, vergrößerten und dornenbewehrten Vorderbeinpaaren und tötet sie durch die Injektion eines rasch wirkenden Giftes, um sie anschließend auszusaugen.

## Fortpflanzung
Die Paarung erfolgt im Frühsommer. Wenn ein Männchen ein Weibchen gefunden hat, klettert es von vorn auf dessen Rücken. Zur Kopulation klettert es über das Hinterende des Weibchens auf dessen Bauchseite und führt in einer Bauch-an-Bauch-Position abwechselnd seine Pedipalpen in die Geschlechtsöffnung des Weibchens ein. Danach klettert es wieder auf den Rücken des Weibchens, um dann nach einer Pause erneut zu kopulieren. Schließlich verlässt das Männchen das Weibchen. Zur Anlage des Eikokons werden offenbar Verstecke abseits der Blüten aufgesucht. Die Jungspinnen überwintern am Erdboden.

## Gefährdung
Die Art ist weit verbreitet und in geeigneten Habitaten relativ häufig. Sie wird in der Roten Liste Deutschlands als „ungefährdet“ geführt.